# Nogaredo
Nogarédo è un comune italiano di 2 070 abitanti della provincia di Trento, nel Trentino-Alto Adige. È famoso per i processi alle streghe, le "strie" in dialetto trentino, delle cittadine del posto, che nel XVII e XVIII secolo furono torturate nelle celle di Castelnuovo, tuttora esistente col nome di Castel Noarna, e poi bruciate o decapitate.

## Origini del nome
Il nome deriva da nux, che significa "noce" come il termine nogara nella lingua veneta che arriva fin qui grazie alla Serenissima. 

## Storia
Le prime notizie di Nogaredo risalgono all'XI secolo, la sua storia è principalmente legata alla dinastia Lodron.
Nel 1456 Giorgio Lodron e Pietro Lodron conquistano ai Castelbarco i castelli di Castellano e di Castelnuovo di Noarna, incorporando anche Nogaredo nel Feudo di Castellano-Castelnuovo.
Nogaredo sarà una delle sedi centrali, dopo Castellano del feudo lodronico, che cesserà di esistere nel 1703.
Il palazzo Lodron è una delle principali fonti storiche che riconducono al passato di Nogaredo, esso era la sede del tribunale dell'inquisizione che nel 1647 tenne uno degli ultimi processi alle streghe in Trentino: vi furono condanne per stregoneria e per essere causa di malattie. Queste vicende vengono ricordate annualmente con la manifestazione “Calendimaggio delle strie”.
Anche se l'influenza lodroniana fu grande, il popolo di Nogaredo riuscì ad adottare, nel 1760, uno statuto dei capi famiglia che fu reso esecutivo grazie all'approvazione da parte del conte Ernesto Maria Lodron. La carta di regola fu poi proibita sotto il dominio austriaco in quanto considerata “illecita combriccola di popolo”.
Nel 1929 il comune viene soppresso e i suoi territori aggregati al comune di Villa Lagarina; nel 1955 il comune viene ricostituito comprendendo anche i territori degli ex comuni di Noarna e Sasso (Censimento 1951: pop. res. 1249).

### Simboli
Stemma
Lo stemma è stato approvato con D.G.P. del 27 gennaio 1984n. 1139/2-B.
Gonfalone
Il gonfalone è stato approvato con D.G.P. del 6 febbraio 1987, n. 671.

## Monumenti e luoghi d'interesse

### Architetture religiose
- Chiesa di San Leonardo, parrocchiale.
- Chiesa di San Valentino, parrocchiale della frazione di Noarna
- Chiesa della Beata Vergine Maria, parrocchiale della frazione di Brancolino.
- Chiesa di San Matteo Apostolo, sussidiaria nella frazione di Sasso.
- Chiesa di Santa Lucia nella frazione di Santa Lucia

### Architetture civili
La piazza centrale si trova tra case storiche, ristrutturate ed ha subito dei modifiche in tempi recenti. La fontana che stava nel centro è stata ristrutturata e spostata nel retro dell'edificio sede del comune
- Palazzo Candelpergher, sede del comune.
- Palazzo Lodron, appartenente alla famiglia Lodron.

## Manifestazioni
- Calendimaggio, festa tradizionale che si differenzia dalle altre simili in Italia per il suo richiamo esplicito alle strie (le streghe).[9][10] Durante la manifestazione viene aperta la residenza dei Lodron, a lungo signori di Castel Noarna. Proprio durante il loro dominio si consumò in quel maniero, nel XVII secolo, la tragica vicenda del processo alle streghe, ricordato e fortemente criticato anche da Girolamo Tartarotti. In tale occasione trovarono la morte otto donne.
- Comun Comunale, che richiama il periodo medievale e la regola feudale, istituita nel XII secolo. In questa manifestazione i sette comuni della destra Adige della Vallagarina (Isera, Villa Lagarina, Pomarolo, Nomi, Aldeno, Cimone e Nogaredo) si sfidano in giochi che richiamano competizioni storiche e la manifestazione si svolge a rotazione in uno dei comuni partecipanti.[11][12]

## Società

### Evoluzione demografica
Abitanti censiti

## Amministrazione
| Periodo           | Periodo           | Primo cittadino       | Partito              | Carica      | Note          |
| ----------------- | ----------------- | --------------------- | -------------------- | ----------- | ------------- |
| 7 giugno 1985     | 16 giugno 1990    | Luciano Alessi        | Democrazia Cristiana | Sindaco     |               |
| 16 giugno 1990    | 5 giugno 1995     | Gian Luigi Zandonai   | PATT                 | Sindaco     |               |
| 5 giugno 1995     | 15 maggio 2000    | Flavio Salvetti       | Lista civica         | Sindaco     |               |
| 15 maggio 2000    | 9 maggio 2005     | Marco Giordani        | Lista civica         | Sindaco     |               |
| 9 maggio 2005     | 18 maggio 2010    | Marco Giordani        | Lista civica         | Sindaco     | [ 14 ]        |
| 17 maggio 2010    | 11 maggio 2015    | Maria Romana Marzadro | Lista civica         | Sindaco     | [ 15 ]        |
| 11 maggio 2015    | 22 settembre 2020 | Fulvio Bonfanti       | Lista civica         | Sindaco     | [ 15 ]        |
| 22 settembre 2020 | 22 maggio 2021    | Fulvio Bonfanti       | Lista civica         | Sindaco     | [ 16 ] [ 15 ] |
| 22 maggio 2021    | 11 ottobre 2021   | Alberto Scerbo        | Lista civica         | Vicesindaco |               |
| 11 ottobre 2021   | in carica         | Alberto Scerbo        | Lista civica         | Sindaco     |               |